# Route du mimosa
La Route du Mimosa est une route touristique de 130 km qui démarre à Bormes-les-Mimosas et se termine à Grasse.
Cette route est matérialisée par huit étapes situées dans le Var et les Alpes-Maritimes.
Elle est le symbole du soleil en hiver sur la Côte d'Azur.

## Villes étapes
- Km 0 : Bormes-les-Mimosas
- Km 15 : Rayol-Canadel-sur-Mer
- Km 42 : Sainte-Maxime
- Km 59 : Saint-Raphaël
- Km 108 : Mandelieu-la-Napoule
- Km 112 : Tanneron
- Km 115 : Pegomas
- Km 130 : Grasse

## Les événements de la route du mimosa
De nombreuses manifestations ont lieu durant la saison de floraison, toutes organisées autour du thème du mimosa. 

## Historique du projet
- La première représentation officielle de la route du mimosa a eu lieu en janvier 2001.
- en juillet 2002, afin de s'inscrire dans une démarche cohérente et globale les huit communes villes étapes sont convenues d'en faire un produit touristique labellisé reposant sur une charte signée par les représentants de l'économie touristique de chaque commune que sont les Offices de Tourisme.
- de 2002 à 2010, les actions menées dans le cadre de la Route ont été coordonnées par période de deux années et en alternance par une des villes étapes.
- en septembre 2011, afin d'assurer la promotion et la communication de l'offre de la route et des produits touristiques que chaque commune réalise dans ce cadre, les huit villes étapes ont créé une association dénommée "Association pour la promotion touristique de la Route du Mimosa". Cette association a pour objet le développement les outils de promotion et de communication de la route du mimosa.